# Каз (посёлок городского типа)
Каз (шор. Қаз) — посёлок городского типа в Таштагольском районе Кемеровской области России. Административный центр Казского городского поселения.
Население - 4254 чел. (2021)

## География
Реки — Большой Каз, Тельбес.

## История
Возник в глухой тайге в связи со строительством и эксплуатацией крупного рудника по добыче железных руд. Рудное поле и его месторождения изучались в несколько этапов: 1930-1931 гг., 1939-1943 гг. и с 1950 . по настоящее время . Возникли поселки Новостройка и Каз2.
В 1959 году — горняцкий посёлок получил статус посёлка городского типа.
В 1968 году — 5,0 тыс. жит. Средняя школа, клуб, кинотеатр, библиотека, больница, поликлиника, детские сады и ясли, отделение связи, механические мастерские.

## Население
| 1959  | 1970  | 1979  | 1989  | 2002  | 2009  | 2010  | 2011  |
| ----- | ----- | ----- | ----- | ----- | ----- | ----- | ----- |
| 4233  | ↗6242 | ↘5024 | ↗5218 | ↘4977 | ↘4674 | ↘4623 | ↘4612 |
| 2012  | 2013  | 2014  | 2015  | 2016  | 2017  | 2018  | 2019  |
| ↘4511 | ↘4429 | ↘4345 | ↘4317 | ↘4281 | ↘4248 | ↘4182 | ↘4063 |
| 2020  | 2021  |       |       |       |       |       |       |
| ↘3978 | ↗4254 |       |       |       |       |       |       |

## Экономика
Предприятия горнорудной промышленности. Источником водоснабжения посёлка является река Тельбес. Зарегистрировано 50 предпринимателей.

## Транспорт
Автобус на Таштагол, Темиртау, Новокузнецк , а также внутрипоселковый.
Дорога Мундыбаш—Темиртау—Каз—Таштагол (в 2016 году построен объезд посёлка от района станции Тенеш до посёлка Центральный).
Недалеко ж/д станция Тенеш.

## Люди, связанные с посёлком
- Мочалов, Сергей Павлович — ректор Сибгиу, учился в школе посёлка Каз.
- Решетова, Любовь Ивановна - передовик стройки, училась и проживала в поселке Каз.
- Эмих, Фёдор Фёдорович — работал председателем исполкома Казского поссовета с 1965г. по 1966г.